# Pierre de Valernod
Pour les articles homonymes, voir Pierre IV.
Pierre de Valernod, né le 26 mai 1551 à Saint-Vallier actuellement dans le département de la Drôme où il est mort le 12 septembre 1625, est un prélat français, soixante-onzième évêque de Nîmes de 1598 à 1625.

## Famille
Pierre de Valermod est issu d'une famille de la moyenne noblesse du Dauphiné.Il est le fils de Jean de Valernod et de Françoise de Luc de Champfagot, il est le grand-oncle de Marie de Valernod, dame d'Herculais.

## Biographie
On ignore tout de sa formation et s'il a obtenu des degrés universitaires. Ordonné prêtre il est successivement
chanoine de Die, archidiacre de Carcassonne, chanoine à Nîmes vers 1583 ou son oncle maternel Bertrand de Luc est vicaire général, puis il est nommé précenteur de la cathédrale par son oncle. Son prédécesseur Raymond Cavalésy était un « confidentiaire » du duc Henri Ier de Montmorency et sa nomination comme évêque de Nîmes le 7 janvier 1598 semble être liée à son patronage. Il est consacré à Avignon le  24 février par Jean François Bordini, évêque titulaire de Cavaillon mais il se trouve opposé pendant quatre années à Louis de Vervins un « client » de François de Joyeuse. Pour une raison inconnue Montmorency cherche à l'écarter du siège épiscopal en 1608-1609. Un arrêt du Conseil d'État, rendu le 1er août 1609, prescrit que la cathédrale de Nîmes serait rebâtie aux frais de l'évêque. Il s'attèle à cette reconstruction, qui est terminée en 1621. Elle est presque aussitôt détruite lors de heurts. Il fixa une nouvelle résidence épiscopale, place Belle-Croix. Vieux et malade, il choisit un coadjuteur, Claude de Saint-Bonnet de Toiras, confirmé par le pape par bulles le 13 mars 1622, puis rentre dans son pays natal, où il meurt .